# Devasthanada Dasanapura, Kunigal
Devasthanada Dasanapura là một làng thuộc tehsil Kunigal, huyện Tumkur, bang Karnataka, Ấn Độ.